# Station Obernai
Station Obernai is een spoorwegstation in de Franse gemeente Obernai. Op het station stoppen treinen van TER Alsace.

## Treindienst
| Serie      | Treinsoort | Route                                                                       | Bijzonderheden |
| ---------- | ---------- | --------------------------------------------------------------------------- | -------------- |
| TER 831700 | TER (SNCF) | Strasbourg-Ville – Entzheim-Aéroport – Molsheim – Obernai – Barr – Sélestat |                |